# Kája Saudek
Karel (Kája) Saudek (ur. 13 maja 1935 w Pradze, zm. 26 czerwca 2015 tamże) – czeski ilustrator komiksowy i grafik. Uważany był za jednego z najlepszych artystów czeskich komiksów.
Jego bratem bliźniakiem był fotograf Jan Saudek.

## Życiorys
Saudek początkowo inspirował się głównie dziełami Walta Disneya. Po II wojnie światowej, gdy komuniści dominowali w rządzie i społeczeństwie za Żelazną Kurtyną, był również pod wpływem amerykańskich artystów Roberta Crumba i Richarda Corbena.
W latach 50. poznał aktorkę Olgę Schoberovą, która stała się pierwowzorem stworzonej przez niego komiksowej „seksownej Jessie”, która stała się jedną z jego najbardziej znanych postaci. On i Olga spotykali się również przez jakiś czas. W 1966 reżyser filmowy Miloš Macourek wykorzystał komiksowe rysunki Saudka w filmie Kto chce zabić Jessie?, w którym Schoberová zagrała Jessie. Podczas pracy nad tym filmem Saudek poznał swoją przyszłą żonę Hanę.
Prace Saudka stawały się coraz bardziej popularne w Czechosłowacji. W latach 60. tworzył rysunki komiksowe dla magazynu „Popmusic Express”, a także ilustracje do tekstów Jaroslava Foglara, Ondřeja Neffa i innych. Miał wpływ na rozwijającą się kulturę popularną kraju. W 1971 wykonał animowane sceny oraz ilustracje do filmu Trup w każdej szafie.
Po rozpadzie Czechosłowacji Saudek kontynuował swoją pracę. W kwietniu 2006 uległ poważnemu wypadkowi, w wyniku którego zapadł w śpiączkę. Został hospitalizowany w szpitalu Motol w Pradze. Zmarł 26 czerwca 2015.

## Twórczość

### Komiksy
- Honza Hrom (1968)
- Pepík-Hipík (1969)
- Muriel a andělé (1969)
- Muriel a oranžová smrt (1970)
- Čtverylka (1971)
- Výprava ze Sixie (1971–1972)
- Lips Tullian, nejobávanější náčelník lupičů (1972)
- Diamantová šifra (1972)
- Fantom opery uvádí (1973)
- Černý Filip (1974)
- Major Zeman (1978–1979)
- Tajemství zlatého koně (1979)
- Po stopách sněžného muže (1980)
- Trať se ztrácí ve tmě (1980)
- Stříbrný poklad (1982)
- Studňa (1984)
- Modrá rokle (1984)
- Peruánský deník (1984)
- Konec Sahrbergovy bandy (1985)
- Ztracený kamarád (1987)
- Arnal a dva dračí zuby (1988)
- Štěstí a jiné příběhy (1989)
- Jeskyně Saturn (1990–91)
- Šarlatáni (1989)
- Cesta hrdinů (1990)
- 31. případ Majora Zemana (1992)
- Velký den v Temelíně (2003)

### Filmy i seriale
- Kto chce zabić Jessie? (1966; plakat, ilustracje do filmu)
- Trup w każdej szafie (1971; sceny animowane, ilustracje do filmu)
- Okna vesmíru dokořán (ilustracje)